# Constellation de nombres premiers
En mathématiques, une constellation de nombres premiers est un n-uplet de nombres premiers consécutifs, remplissant de plus une condition d’admissibilité l'autorisant à former une famille infinie ; cette notion généralise celle de nombres premiers jumeaux, ou cousins, ou encore triplés.
Une constellation est appelée un n-uplet-premier ("prime n-tuplet" en anglais) si la différence entre le premier et le dernier terme de ses éléments est la plus petite possible pour une forme admissible donnée.
La conjecture des constellations affirme que pour toute forme admissible donnée, il existe une infinité de constellations associées.

## Définitions
Une constellation de nombres premiers est un n-uplet de nombres premiers consécutifs de la forme {\displaystyle (p,p+a_{2},\cdots ,p+a_{n})}, vérifiant de plus la condition d'admissibilité suivante : pour tout nombre premier {\displaystyle q\leqslant n}, les résidus modulo {\displaystyle q} de {\displaystyle a_{1}=0,a_{2},\cdots ,a_{n}} ne recouvrent pas les {\displaystyle q} résidus possibles ; si cette condition n'est pas vérifiée, il existe pour tout {\displaystyle p} un nombre premier dont l'un des termes de {\displaystyle (p,p+a_{2},\cdots ,p+a_{n})} est multiple, et la famille correspondante est forcément finie. Par exemple, {\displaystyle (p,p+2,p+4)} n'est pas une forme admissible de constellation car l'un des termes est forcément divisible par 3 ; par contre, {\displaystyle (p,p+2,p+6)} en est une, car le seul résidu modulo 2 représenté dans {\displaystyle (0,2,6)} est 0 et les deux seuls résidus modulo 3 représentés sont 0 et 2.
On définit {\displaystyle d(n)} comme le plus petit nombre {\displaystyle d} pour lequel il existe {\displaystyle n} entiers > 0 :  {\displaystyle a_{1}=0<a_{2}<\cdots <a_{n}}, {\displaystyle a_{n}=d} ,   {\displaystyle (0,a_{1},a_{2},\cdots ,a_{n})} ne donnant pas tous les résidus possibles modulo un nombre premier. Une constellation de la forme {\displaystyle (p,p+a_{2},\cdots ,p+a_{n})} est dite minimale si son "diamètre" {\displaystyle a_{n}} est égal à {\displaystyle d(n)}, et appelée un n-uplet-premier ("prime n-tuplet" en anglais).

## Exemples

### Couples
Les constellations sont de la forme {\displaystyle (p,p+2k)} et on a {\displaystyle s(2)=2}. 
| forme                   | nom                                                               | premier couple          | OEIS                                                                |
| ----------------------- | ----------------------------------------------------------------- | ----------------------- | ------------------------------------------------------------------- |
| {\displaystyle (p,p+2)} | nombres premiers jumeaux                                          | {\displaystyle (3,5)}   | A077800                                                             |
| {\displaystyle (p,p+4)} | nombres premiers cousins (excepté (3, 7))                         | {\displaystyle (7,11)}  | A111980                                                             |
| {\displaystyle (p,p+6)} | nombres premiers sexys dont les intermédiaires sont tous composés | {\displaystyle (23,29)} | A031924 (pour {\displaystyle p}) A031925 (pour {\displaystyle p+6}) |

### Triplets
On a {\displaystyle s(3)=6}.
| forme                        | nom                                  | premier triplet            | OEIS    |
| ---------------------------- | ------------------------------------ | -------------------------- | ------- |
| {\displaystyle (p,p+2,p+6)}  | triplet-premier du premier type      | {\displaystyle (5,7,11)}   | A275515 |
| {\displaystyle (p,p+4,p+6)}  | triplet-premier du second type       | {\displaystyle (7,11,13)}  | A275516 |
| {\displaystyle (p,p+6,p+12)} | progression arithmétique de raison 6 | {\displaystyle (47,53,59)} | A128940 |

### Quadruplets
On a {\displaystyle s(4)=8}.
| forme                             | nom                                  | premier quadruplet                | OEIS    |
| --------------------------------- | ------------------------------------ | --------------------------------- | ------- |
| {\displaystyle (p,p+2,p+6,p+8)}   | quadruplet-premier                   | {\displaystyle (5,7,11,13)}       | A136162 |
| {\displaystyle (p,p+6,p+12,p+18)} | progression arithmétique de raison 6 | {\displaystyle (251,257,263,269)} | A033449 |

### Quintuplets
On a {\displaystyle s(5)=12}.
| forme                                 | nom                                | premier quintuplet              | OEIS    |
| ------------------------------------- | ---------------------------------- | ------------------------------- | ------- |
| {\displaystyle (p,p+4,p+6,p+10,p+12)} | quintuplet-premier du premier type | {\displaystyle (7,11,13,17,19)} | A270999 |
| {\displaystyle (p,p+2,p+6,p+8,p+12)}  | quintuplet-premier du second type  | {\displaystyle (5,7,11,13,17)}  | A270998 |

### Sextuplets
On a {\displaystyle s(6)=16}.
| forme                                      | nom               | premier quintuplet                 | OEIS    |
| ------------------------------------------ | ----------------- | ---------------------------------- | ------- |
| {\displaystyle (p,p+4,p+6,p+10,p+12,p+16)} | sextuplet-premier | {\displaystyle (7,11,13,17,19,23)} | A271000 |

La suite {\displaystyle (s(n))} continue ainsi : {\displaystyle s(7)=20,s(8)=26,s(9)=30,...} (suite A008407 de l'OEIS).
Un exemple de constellation minimale avec {\displaystyle n=9} est {\displaystyle (p,p+4,p+10,p+12,p+18,p+22,p+24,p+28,p+30)} avec comme premier terme : {\displaystyle (88789,88793,88799,88801,88807,88811,88813,88817,88819)}.

### Constellations en progression arithmétique
Une constellation de nombres premiers consécutifs de la forme {\displaystyle (p,p+r,p+2r,\dots ,p+(n-1)r)} est appelée une progression arithmétique forte de nombres premiers. Pour qu'un tel n-uplet réponde au test d'admissibilité, la raison r doit être un multiple des nombres premiers {\displaystyle \leqslant n} donc de la primorielle de n.
On a indiqué ci-dessus les exemples {\displaystyle n=3,r=6} et {\displaystyle n=4,r=6} ; pour des quintuplets, une raison 6 n'est plus possible (voir les nombres premiers sexys), la raison minimale est égale à 30.

## Conjecture des constellations
La conjecture des constellations, liée à la première conjecture de Hardy-Littlewood (en), énonce que pour toute forme admissible donnée, il existe une infinité de constellations associées. Elle généralise la conjecture de Polignac qui énonce que, pour tout {\displaystyle k}, il existe une infinité de constellations de type {\displaystyle (p,p+2k)}, elle-même généralisant la conjecture des nombres premiers jumeaux.